# NGC 1981
NGC 1981 (другое обозначение — OCL 525) — рассеянное скопление в созвездии Орион.
Этот объект входит в число перечисленных в оригинальной редакции «Нового общего каталога».
Скопление расположено в области Туманности Ориона. Его можно легко узнать по группе из шести ярких звёзд, но в области скопления видны и слабые звёзды, которые также принадлежат NGC 1981. Возможно, часть маломассивных звёзд была «испарена» из скопления. Масса NGC 1981 составляет 137±14 масс Солнца, возраст — 5±1 миллионов лет.